# دامیر داگونیچ

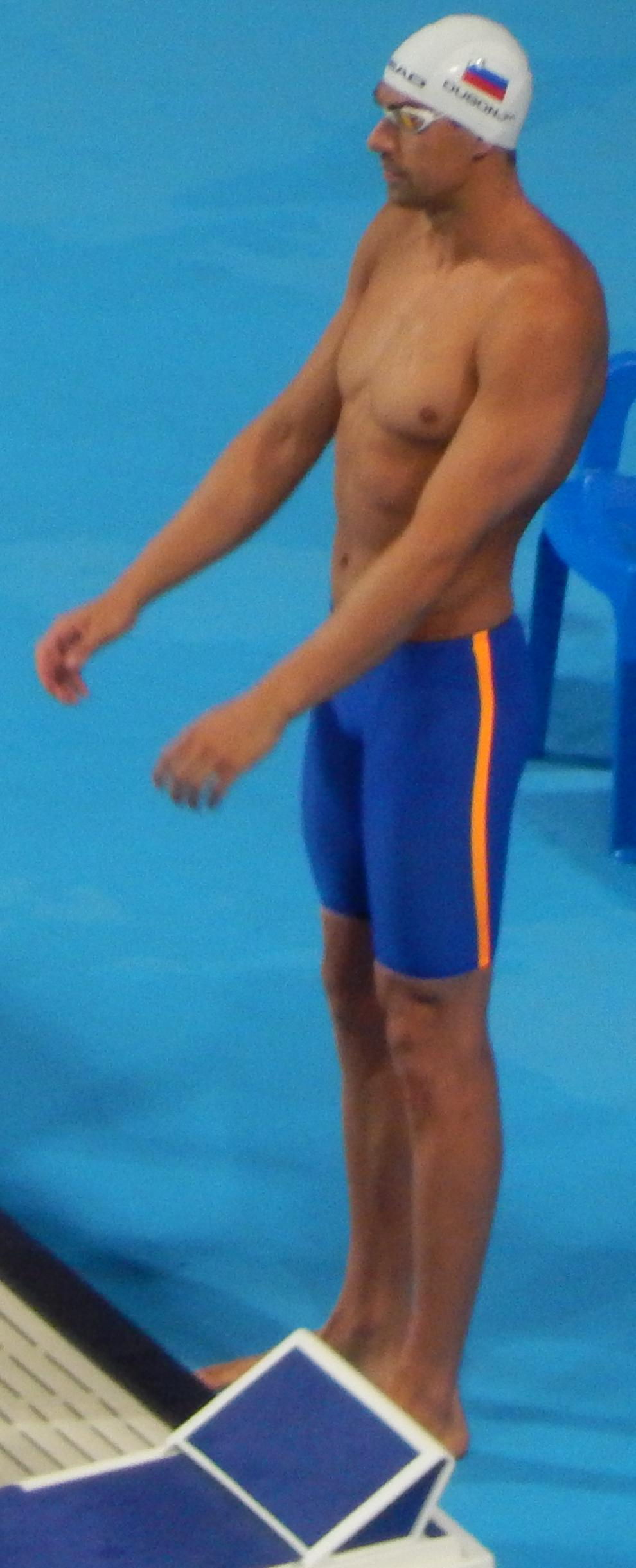
دامیر داگونیچ در سال ۲۰۱۵

دامیر داگونیچ (به انگلیسی: Damir Dugonjič) (زادهٔ ۲۱ فوریهٔ ۱۹۸۸) شناگر اهل اسلوونی است.